# Uršlja Gora (hegy)
Az Uršlja Gora (1699 m), más néven Plešivec, a Karavankákhoz tartozó hegy, mely a történelmi határt jelöli meg Krajna, Karintia és Stájerország között. Slovenj Gradec és Črno na Koroškem városok között fekszik. Közel a csúcshoz található Szent Orsolya temploma, amely a legmagasabb ponton fekvő templom Szlovéniában. A templom mellett található egy hegyi ház ahol meg lehet pihenni, enni vagy aludni. A csúcs 5 percre van a háztól. A csúcson egy nagy kereszt van.
Az Uršlja Gora a kerékpárosok által is kedvelt, mert könnyű hegyi út vezet a csúcsig. A hegy a Szlovén hegyi ösvény (Transverzala) egyik pontja.
A hegyen kívül Uršlja Gora egy közeli kis falu neve is, mely 949,5 méter magasságon helyezkedik el.

## Külső hivatkozások
- Uršlja Gora - Hribi.net